# Place de la Concorde
Place de la Concorde (francoska izgovorjava [plas də la kɔ̃kɔʁd]) je eden glavnih javnih trgov v Parizu v Franciji. S površino 7,6 ha je največji trg v francoski prestolnici. Leži v 8. okrožju mesta, na vzhodnem koncu Elizejskih poljan.
Bil je mesto številnih pomembnih javnih usmrtitev, vključno z usmrtitvami kralja Ludvika XVI., Marije Antoanete in Maximiliena Robespierra v času francoske revolucije, med katero je bil trg začasno preimenovan v Place de la Révolution.

## Zgodovina

### Načrtovanje in gradnja
Trg je bil prvotno zasnovan kot mesto konjeniškega kipa kralja Ludvika XV., ki so ga leta 1748 naročili pariški trgovci, da bi proslavili okrevanje kralja po hudi bolezni. Mesto, izbrano za kip, je bila velika esplanada ali prostor med vrtljivimi vrati, vrtovi Tuilerij in Cour-la-Reine, priljubljeno stezo za jahanje na robu mesta. Takrat most Concorde in Rue de Rivoli nista obstajala, Rue Royale pa je bila blatna steza, ki se je spuščala do močvirja ob Seni.
Arhitekt Ange-Jacques Gabriel je naredil načrt za lokacijo in trg je bil dokončan do leta 1772. Bil je v obliki osmerokotnika, obrobljen z nekakšnim jarkom, širokim dvajset metrov, prečkan s kamnitimi mostovi in obdan s kamnito ograjo. Na osmih vogalih je Gabriel postavil kamnite stopnice za spust v prostor, ki je bil razdeljen na gredice. V središču vrtov je bil podstavek, na katerem je stal kip. Bouchardonov kip je upodabljal kralja na konju kot zmagovalca bitke pri Fontenoyu, oblečenega kot rimski general, z lovorovim vencem na glavi. Na štirih vogalih podstavka, ki ga je oblikoval Jean Chalgrin, so bronasti kipi Jean-Baptista Pigalla, ki so prikazovali vrline velikih monarhov; Sila, Pravičnost, Preudarnost in Mir.
Kip je bil posvečen 20. junija 1763, toda do takrat je kralj izgubil velik del svoje priljubljenosti. Nekaj dni po posvetitvi je nekdo na kip obesil plakat z napisom: »O, lepi kip! O, lep podstavek! Vrline so pod nogami, Pregreha pa v sedlu!«
Na severni strani trga je Gabriel med letoma 1760 in 1775 načrtoval in zgradil dve palačni stavbi z enakimi fasadami. Klasične fasade so bile navdihnjene s tistimi, ki jih je ustvaril Charles Perrault, kraljevi arhitekt, za fasado Louvra. Prvotno so jih nameravali zasedati veleposlaništva, vendar je na koncu vzhodna stavba postala skladišče kraljevega pohištva, nato pa sedež francoske mornarice, Hôtel de la Marine. Zahodna stavba je bila razdeljena na posamezne posesti za plemstvo.

### Francoska revolucija
- Slovesnost na mestu leta 1763
- Usmrtitev Ludvika XVI. na bodočem trgu Place de la Concorde 21. januarja 1793
- Usmrtitev žirondincev 11. novembra 1793

Od leta 1789 je bil Place osrednje prizorišče dogodkov francoske revolucije. Dne 13. julija 1789 je drhal prišla v Hotel de la Marine in zasegla skladišče orožja, vključno z dvema starima topovoma, darilom siamskega kralja, ki sta izstrelila prve strele med napadom na Bastiljo 14. julija 1789. 11. avgusta 1792 so kip Ludvika XV. podrli in odpeljali v livarno, kjer so ga pretopilii. Nekaj mesecev pozneje je njegovo mesto prevzel nov kip Svoboda kiparja Françoisa-Frédérica Lemota; bila je postava, ki je nosila rdečo kapo svobode in držala sulico. Place Ludvika XV. je postal Place de la Revolution.
Oktobra 1792 so bile izvedene prve usmrtitve z giljotino na trgu. Dva človeka, ki sta bila usmrčena, sta bila tatova, ki sta ukradla diamante kraljeve krone iz Hôtel de la Marine. 21. januarja 1793 je bil tam usmrčen kralj Ludvik XVI. Ko se je začela vladavina terorja, so ga 11. maja 1793 ponovno postavili na sredino med Kipom svobode in obračalnim mostom pri vhodu v vrtove Tuilerije in je tam ostal trinajst mesecev. Od 2498 oseb, ki so jih med revolucijo usmrtili pod giljotino v Parizu, je bilo 1119 usmrčenih na Place de la Concorde, 73 na Place de la Bastille in 1306 na Place de la Nation. Poleg Ludvika XVI. so tam usmrtili še Charlotte Corday, Marijo Antoaneto in Madame du Barry. V poznejših dneh vladavine terorja leta 1794 so bili tam usmrčeni Georges Danton, Camille Desmoulins, Antoine Lavoisier, Maximilien Robespierre, Louis de Saint-Just. Zadnje usmrtitve udeležencev nemirov so bile tam izvedene maja 1795.

### Spomeniki in fontane
- Place de la Concorde leta 1829, preden ga je spremenil kralj Ludvik-Filip
- Postavitev Luksorskega obeliska, 25. oktober 1836
- Trg leta 1872

Leta 1795 je bil trg v času Direktorija preimenovan v Place de la Concorde kot gesta sprave po nemirih revolucije. Po obnovi Bourbonov leta 1814 se je ime spremenilo nazaj v Trg Ludvika XV., leta 1826 pa se je trg preimenoval v Trg Ludvika XVI. Po julijski revoluciji leta 1830 je bilo ime vrnjeno na Place de la Concorde.
Leta 1790, na začetku francoske revolucije, je bil zgrajen most Concorde in na predlog Jacquesa-Louisa Davida so na severni strani, ob vhodu na Elizejske poljane, postavili kipe Marlyjevih konj G. Cousteauja. Leta 1806 je ob robu trga Napoleon Bonaparte začel graditi Rue de Rivoli.
Pod kraljem Ludvikom Filipom in njegovim prefektom Sene Rambuteaujem je bil trg predelan. Leta 1832 je bil Jacques Ignace Hittorff imenovan za glavnega arhitekta projekta. Oktobra 1835 je Hittorff postavil nov osrednji del trga, luksorski obelisk, darilo egiptovskega podpaše Mehemeta Alija kralju. Pred ogromno množico so ga dvignili na svoje mesto 25. oktobra 1836. Hittorff je slavnim kiparjem, vključno z Jamesom Pradierjem in Jean-Pierrom Cortotom, naročil izdelavo osmih kipov, ki so predstavljali glavna francoska mesta, ki so bili postavljeni leta 1838 na stebre, ki jih je Gabrijel pred tem postavil okrog trga. Istočasno je bil postavljen obroč dvajsetih stebrov z lučmi.
Med letoma 1836 in 1840 je Hittorff postavil dva monumentalna vodnjaka, Fontaine Maritime ob Seni in Fontaine Fluviale ob Rue Royale. Zasnova, sestavljena iz dveh vodnjakov, vsak po devet metrov, je bila oblikovana po vzoru fontan na Trgu svetega Petra v Rimu. Leta 1853 so bili pod Napoleonom III. globoki jarki okoli trga, ki so se spremenili v zbirališča prostitutk, zasuli.

### 20. stoletje - razstave, zasedba in zmaga
- Vhod na pariško razstavo iz leta 1900, katere ostanek je Grand Palais
- Vstop na mednarodno razstavo moderne dekorativne in industrijske umetnosti leta 1925, ki je dala ime "Art déco"
- Demonstracije proti parlamentarni korupciji leta 1934 so povzročile nemire, ki so povzročili enajst smrti in dvesto ranjenih.
- Parada nemških tankov na trgu leta 1941
- Množice, ki proslavljajo osvoboditev Pariza, so se razkropili pred nemškim ostrostrelskim ognjem avgusta 1944

Ta kraj je bil vstopna točka dveh velikih mednarodnih razstav: pariške svetovne razstave leta 1900, ki je za seboj pustila Grand Palais in Petit Palais, ter mednarodne razstave moderne dekorativne in industrijske umetnosti leta 1925, ki je dala ime Art déco. arhitekturni slog 20. stoletja. Bil je tudi prizorišče velikih državnih praznovanj, vključno s proslavami zmage ob koncu prve svetovne vojne in osvoboditve Pariza v drugi svetovni vojni. Doživel je nasilne spopade. Demonstracije proti parlamentarni korupciji leta 1934 so postale nasilne, z enajstimi smrtnimi žrtvami in dvesto ranjenimi. Gostil je tudi zmagoslavna praznovanja športnih dogodkov, kot je zmaga francoske reprezentance na svetovnem prvenstvu v nogometu leta 1998.

## Opis

### Obelisk iz Luksorja
- Luksorski obelisk
- Ilustracija na dnu obeliska prikazuje, kako so ga postavili na svoje mesto leta 1836
- Hieroglifi na obelisku.
- Hieroglifi na zgornjem delu obeliska. Na vrhu je upodobljen faraon na prestolu

V središču trga je starodavni egipčanski obelisk, okrašen s hieroglifi, ki poveličujejo vladavino faraona Ramzesa II. Je eden od dveh, ki ju je egiptovska vlada v 19. stoletju podarila Francozom. Drugi je ostal v Egiptu, preneroden in pretežek, da bi ga s takratno tehnologijo preselili v Francijo. 26. septembra 1981 je predsednik François Mitterrand uradno vrnil naslov drugega obeliska Egiptu.
Obelisk je nekoč označeval vhod v tempelj v Luksorju. Egiptovski kediv ali kraljevi ustavni monarh Mohamed Ali Paša je leta 1829 kot diplomatsko darilo Franciji ponudil 3300 let star obelisk iz Luksorja. V Pariz je prispel 21. decembra 1833. Tri leta pozneje so ga postavili na svoje mesto, na vrhu podstavka, ki je prvotno podpiral kip Ludvika XV., uničen med revolucijo. Dvig stebra je bil velik inženirski podvig, ki ga prikazujejo ilustracije na dnu spomenika. Kralj Ludvik Filip je obelisk posvetil 25. oktobra 1836.
Obelisk, steber iz granita, se dviga 23 metrov visoko, vključno z vznožjem, in tehta več kot 250 ton. Glede na takratne tehnične omejitve prevoz ni bil lahek podvig – na podstavku so narisani diagrami, ki pojasnjujejo stroje, ki so bili uporabljeni za prevoz. Francoska vlada je leta 1998 na vrh obeliska dodala piramidasto kapico z zlatimi lističi, ki je nadomestila manjkajoči izvirnik, ki naj bi bil ukraden v 6. stoletju pred našim štetjem.

### Fontane
- Fontana rečne trgovine in plovbe, eden od dveh na Place de la Concorde (1840)
- Baza fontane rečne trgovine in plovbe
- Fontana rečne trgovine ponoči
- Fontana morij
- Baza fontane morij
- Detajl fontane morij

Ko je leta 1836 dokončal postavitev luksorskega obeliska, je Jacques-Ignace Hittorff, glavni arhitekt trga, nadaljeval z dvema novima fontanama, ki sta dopolnjevali obelisk. Hittorff je bil študent neoklasicističnega oblikovalca Charlesa Percierja na École des Beaux-Arts. Dve leti je preučeval arhitekturo in fontane v Rimu, zlasti Trg Navona in Trg svetega Petra, od katerih sta imela obeliska poravnana z vodnjaki.
Hittorffovi fontani sta bili visoki po devet metrov, kar se je ujemalo z višino prejšnjih stebrov in kipov okoli trga, ki so predstavljali velika francoska mesta. Fontana morij je bila na jugu, med obeliskom in Seno, in je ponazarjala morja, ki mejijo na Francijo, medtem ko je rečna fontana na severu, med obeliskom in Rue Rue Royale, ponazarja velike reke Francije. Stoji na istem mestu, kjer je bila postavljena giljotina, ki je usmrtila Ludvika XVI.
Oba vodnjaka sta imela enako obliko: kamnito korito; šest figur tritonov ali najad, ki držijo ribe, ki bruhajo vodo; šest sedečih alegoričnih figur, z nogami na premcih ladij, ki podpirajo podstavek, krožne vasque - sklede; štirje kipi različnih oblik genija v umetnosti ali obrti, ki podpirajo zgornjo obrnjeno skledo, katere voda se je dvignila in nato kaskadno spustila v spodnjo skledo in nato v bazen.
Severni vodnjak je bil posvečen rekam, z alegoričnimi figurami, ki so predstavljale Rono in Ren, umetnost nabiranja cvetja in sadja, žetve in gojenja grozdja; in geniji rečne plovbe, industrije in kmetijstva.
Južni vodnjak, bližje Seni, je predstavljal morja, s figurama, ki predstavljata Atlantik in Sredozemlje, nabiranje koral, lovlenje rib, nabiranje školjk, zbiranje biserov; in geniji astronomije, navigacije in trgovine.

### Severna stran - Hôtel de la Marine, Hotel Crillon in Automobile Club of France
- Južno pročelje Hôtel de la Marine
- Velika loža Hôtel de la Marine s pogledom na Place de la Concorde
- Hotel Crillon in Francoski avtomobilski klub

Severno stran trga, vzdolž ulice Rue de Rivoli, zavzemata dve palači, katerih ujemajoče se fasade je zasnoval Ange-Jacques Gabriel. Loči ju ulica Rue Royale, ki vstopa na trg s severne strani in jo je prav tako zasnoval Gabriel. Načrtoval je harmonične fasade stavb vzdolž Rue Royale, vključno s fasado in notranjostjo lastne rezidence na številki osem.
Neoklasicistični fasadi obeh večjih stavb na trgu Place de la Concorde so skoraj enaki. Zasnovo je navdihnilo vzhodno pročelje Louvra, ki so ga leta 1667 začeli graditi Louis Le Vau, arhitekt Ludvika XIV., Charles Le Brun in Charles Perrault. Sprednji del je okrašen z izklesanimi medaljoni in girlandami, kar je še ena značilnost, izposojena z vzhodne fasade Louvra. Dolgo pročelje kolonad je na obeh koncih uravnoteženo z dvema deloma s trikotnimi atikami in korintskimi stebri.
Stavba na vzhodu, Hôtel de la Marine, je bila prvotno kraljevi Garde-Meuble, skladišče vsega kraljevega pohištva. Marija Antoaneta je imela tam tudi majhno stanovanje. Leta 1792, med revolucijo, je postal sedež francoske mornarice. Mornarica je odšla leta 2015, stavba pa je zdaj nacionalni spomenik in muzej. Obnovljeni so slavnostni prostori mornarice in stanovanja prvotnih intendantov pred revolucijo. Od leta 2021 je stavba tudi dom zbirke Al Thani, zbirke starodavne umetnosti zgodnjih civilizacij, ki jo je zbral šejk Hamad bin Abdullah Khalifa Al Thani, prvi bratranec katarskega emirja.
Kompleks na vzhodu je razdeljen na štiri ločene stavbe, ki so jih prvotno zasedali pripadniki francoskega plemstva.
- Številko 4 je najprej zasedala markiza de Coislin, nato pa od leta 1805 do 1807 pisatelj in diplomat François-René de Chateaubriand (1805-1807).
- Številko 6 je najprej zasedala Rouillé de l'Estaing, kraljeva tajnica, kasneje pa markiza de Plessis-Bellière, ki jo je v svoji oporoki zapustila papežu Leonu XIII. Papež jo je leta 1901 prodal Francoskemu avtomobilskemu klubu in jo še vedno  zasedajo.
- Številko 8, imenovano Hotel Cartier, je zasedal kraljevi arhitekt Pierre-Louis Moreau. Na koncu je bila tudi prodana Francoskemu avtomobilskemu klubu.
- Številko 10 je leta 1775 zasedel Duc d'Aumont. Leta 1788 jo je odstopil vojvodi Crillonskemu, ki je med francosko revolucijo emigriral iz Francije. Vojvodinja Crillonska se je vrnila in ona in njeni potomci so jo zasedali od leta 1820 do 1904. Leta 1909 je postala hotel za bogate popotnike, Hotel Crillon.[12] Leta 2010 jo je kupil savdski princ Mutaib Ben Abdullah Ben Abdulaziz.[13]

### Vzhodna stran - Tuilerije, Jeu de Paume in Oranžerija
- Kopija  "Slava jezdi Pegaza", Antoine Coysevox na vhodu vTuilerije
- Zahodna vrata od trga do vrta Tuilerij
- Detajl vhoda v Tuilerije
- Dve od osmih slik ‘’Vodnih lilij’’ Clauda Moneta v Oranžeriji s pogledom na Place de la Concorde

Na vzhodu kraj meji na dve terasi Tuilerij, parka kraljeve palače. Palačo je leta 1871 požgala pariška komuna; ostalo je le malo ostankov. Zelo okrašena pozlačena vrata v vrt je zasnoval Ange-Jacques Gabriel, arhitekt trga in vodijo do velike vrtne promenade, ki se razteza proti vzhodu vse do Louvra. Vrata obdajata dve monumentalni konjeniški skulpturi Antoina Coysevoxa, Slava jezdi Pegaza in Merkur jezdi Pegaza, izdelani za dvorec Marly Ludvika XIV. in postavljeni v Tuilerije leta 1719. Gre za kopije; izvirnika sta zdaj v Louvru.
Prva zahodna vrata Pariza, Port de la Conference, so bila na južnem koncu trga, poleg Sene. Zgradil jih je Henrik III. Francoski in ko je mesto raslo, so bila porušena leta 1730. Vrteči se most je prvotno omogočil vstop v vrtove; bil je tam, kjer je danes okrasje.
Terase vrta, ki gledajo na Place de la Concorde, so dom dveh muzejev. Na severnem koncu, blizu Rue de Rivoli, je Narodna galerija Jeu de Paume. Zgrajena je bila pod cesarjem Ludvikom Napoleonom kot cesarsko teniško igrišče leta 1861 in razširjena leta 1878. Med drugo svetovno vojno so jo Nemci uporabljali kot skladišče za shranjevanje naropanih umetnin. Od leta 1947 do 1986 so bile na ogled impresionistične slike Louvra. Leta 1997 je bila v celoti obnovljena in zdaj prikazuje občasne razstave sodobne umetnosti.
Bližje Seni je muzej Oranžerija, ki ga je leta 1852 zgradil arhitekt Firmin Bourgeois kot zimsko zatočišče za agrume Tuilerij, prav tako pod Napoleonom III. Kasneje so jo preuredili v umetniško razstavišče, od leta 1927 pa je dom ene najbolj znanih skupin del impresionizma, osmih slik iz serije Vodne lilije Clauda Moneta. Prikazuje tudi zbirko impresionistov in slik Walterja Guillauma ter dela iz pariške šole.
Na terasi s pogledom na Place so prikazana tudi številna pomembna kiparska dela. Med njimi so od leta 1998 štiri dela Augusta Rodina: Poljub (1881-1888); bronasta kopija marmornega originala, ulita 1934; Eva pri skali (1881); Senca (1881) in Meditacija (1881-1905). Prikazuje tudi sodobnejša dela, vključno z Le Belle Costumé (1973) Jeana Dubuffeta in Le Grand Commandement Blanc Alaina Kirilija (1986). Na terasi sta prikazana tudi dva marmorna kipa levov iz 18. stoletja, ki ju je izdelal Giuseppe Franchi.

## Predlagana prenova za poletne olimpijske igre v Parizu 2024
Januarja 2021 je pariška županja Anne Hidalgo napovedala, da se bo mesto lotilo ambicioznega preoblikovanja trga Place de la Concorde in Elizejskih poljan v vrednosti 250 milijonov evrov. Dela na Place de la Concorde bodo prva, ki se bodo začela pred poletnimi olimpijskimi igrami leta 2024 v Parizu.
Namen prenove je povečati prostor za pešce, zmanjšati avtomobilski promet in dodati več dreves za izboljšano kakovost zraka vzdolž Elizejskih poljan. Promet bo speljan po zunanjih robovih kraja. Število prometnih pasov se bo močno zmanjšalo. V vogalih trga okoli obeliska in spomenikov ter odprtega prostora v središču bodo oblikovane štiri velike površine dreves in zelenja. Pešpot bo povezala več kot 200 hektarjev zelenih površin med Slavolokom zmage, Elizejskimi poljanami, Place de la Concorde in vrtovi Tuilerije.